# Lagårdsgölen
Lagårdsgölen är en sjö i Hultsfreds kommun i Småland och ingår i Motala ströms huvudavrinningsområde.